# Imdr Regio
Imdr Regio is een regio op de planeet Venus. Imdr Regio werd in 1982 genoemd naar Imdr, een van de negen dochters van de zeereus Aegir uit de Noordse mythologie.
De regio heeft een diameter van 1611 kilometer en bevindt zich in het gelijknamig quadrangle Imdr Regio (V-51).